# Maritsa Peak
Maritsa Peak (in lingua bulgara: връх Марица, Vrah Mariza) è un picco roccioso antartico, alto 560 m, situato nella parte orientale del Bowles Ridge nella parte orientale dell'Isola Livingston, nelle Isole Shetland Meridionali, in Antartide.
È caratterizzato da pareti a strapiombo sul versante meridionale ed è situato sul fianco occidentale del Pirdop Gate; sormonta a sud il Ghiacciaio Huron e a nord il Ghiacciaio Struma.
La denominazione è stata assegnata in onore del fiume Mariza, che scorre nella parte occidentale della Bulgaria.

## Localizzazione
Il picco è posizionato alle coordinate 62°37′04″S 60°08′17″W, 3,3 km a est del Monte Bowles, 970 m a sudest del Asparuh Peak, 1,18 km a ovest-sudovest dell'Atanasoff Nunatak, 2,48 km a nord del Aheloy Nunatak e 2,37 km nordest del Kuzman Knoll.
Rilevazione topografica bulgara nel corso della campagna di esplorazione scientifica Tangra 2004/05 e mappatura nel 2005 e 2009.

## Mappe
- South Shetland Islands., su data.aad.gov.au. Scale 1:200000 topographic map. DOS 610 Sheet W 62 60. Tolworth, UK, 1968.
- Islas Livingston y Decepción. Mapa topográfico a escala 1:100000. Madrid: Servicio Geográfico del Ejército, 1991.
- S. Soccol, D. Gildea and J. Bath.  Livingston Island, Antarctica., su data.aad.gov.au. Scale 1:100000 satellite map. The Omega Foundation, USA, 2004.
- L.L. Ivanov et al., Antarctica: Livingston Island and Greenwich Island, South Shetland Islands (from English Strait to Morton Strait, with illustrations and ice-cover distribution), 1:100000 scale topographic map, Antarctic Place-names Commission of Bulgaria, Sofia, 2005
- L.L. Ivanov. Antarctica: Livingston Island and Greenwich, Robert, Snow and Smith Islands. Scale 1:120000 topographic map. Troyan: Manfred Wörner Foundation, 2010. ISBN 978-954-92032-9-5 (First edition 2009. ISBN 978-954-92032-6-4)
- Antarctic Digital Database (ADD)., su add.scar.org. Scale 1:250000 topographic map of Antarctica. Scientific Committee on Antarctic Research (SCAR). Since 1993, regularly upgraded and updated.
- L.L. Ivanov. Antarctica: Livingston Island and Smith Island. Scale 1:100000 topographic map. Manfred Wörner Foundation, 2017. ISBN 978-619-90008-3-0